# Пересмішник патагонський
Пересмішник патагонський (Mimus patagonicus) — вид горобцеподібних птахів родини пересмішникових (Mimidae). Вид зустрічається в Аргентині та Чилі, де мешкає серед чагарників та в деградованих лісах. Тіло завдовжки до 23 см, вага — до 65 г. У гнізді 3-6 яєць.